# Cabuyao
Cabuyao é uma cidade de primeira classe de renda municipal na província Laguna, nas Filipinas. De acordo com o censo de 1 maio  de  2020 possui uma população de 355 330 pessoas e 100 875 domicílios.